# فضل‌الله ساوجی
حاج میرزا فضل‌الله ساوجی از خوشنویسان ایران در زمان فتحعلی شاه است. 
ساوجی از خاندان شاملو و از اولاد حسن‌خان معروف است. او در زمان سلطنت فتحعلی‌شاه قاجار معلم علیخان ظل‌السلطان بود. علاوه بر نستعلیق، ثلث و نسخ را خوش می‌نوشت. فضل‌الله ساوجی در ظهر عاشورای ۱۲۷۵ه‍.ق در تهران درگذشته است. جنازه‌اش را به نجف برده در وادی‌السلام به خاک سپرده شد. 